# Кафедральная площадь (Вильнюс)
Кафедра́льная пло́щадь (лит. Katedros aikštė) в Вильнюсе — одна из главных площадей в городе. Располагается в Старом городе у Кафедрального собора Святого Станислава; в советское время носила название площади Гедимина. Расположенная на скрещении главных улиц Вильнюса — древней улицы Пилес и проспекта Гедимина, сформировавшего центральную ось города конца XIX — первой половины XX века, Кафедральная площадь является главным местом городской публичной жизни. Здесь проходят ярмарки и народные гуляния, военные парады, концерты, встречи Нового года, религиозные церемонии, общественно-политические мероприятия. Площадь относят к наиболее оживлённому месту города, одной из главных туристических достопримечательностей, наиболее известным и важным символам Литвы.

## История
Площадь формировалась на протяжении XIX века. Прежде часть её была застроена жилыми домами, часть занимал Нижний замок. Часть его остатков была с перестройкой включена в состав крепости (1831—1878), часть зданий была снесена, чтобы освободить пространство перед крепостью (эспланада). Здесь проходили парады российских войск и ежегодные ярмарки Казюка 4 марта.
Площадь в основном сформировалась после сноса в 1884 году последних остатков ликвидированной в 1878 году крепости и возведения вокруг открытого пространства в центре города массивных зданий: в западной части Тышкевич возвёл трёхэтажный дворец (позднее приспособленный под нужды окружного суда, а в XIX веке — Центральный телеграф). На месте резиденции епископа строились и перестраивались здания государственных учреждений. С 1884 года в восточной и северной части территории бывшего Нижнего замка были устроены скверы. С 1885 года на площади каждые два года проводились сельскохозяйственные выставки. Местом проведения ярмарок Казюка с 1892 года стала Лукишская площадь.
Сквер с правой стороны площади, неофициально называвшийся Телятником, к 100-летию со дня рождения А. С. Пушкина был дополнительно благоустроен и назван Пушкинским. В 1900 году здесь был открыт памятник Пушкину по проекту виленского художника Василия Грязнова. Во время Первой мировой войны с приближением немцев к городу в 1915 году бронзовый бюст поэта был эвакуирован вглубь России. Оставшийся постамент был использован позднее, в 1922 году, для памятника Станиславу Монюшке в сквере на улице Виленской (ныне Вильняус) у костёла Святой Екатерины. В 1955 году у тогдашней площади Гедиминаса был вновь установлен памятник Пушкину (скульптор Бронюс Вишняускас, архитектор Витаутас Насвитис), в 1992 году перенесённый в парк Маркучяй, бывшее имение Григория Александровича Пушкина Маркутье, и установлен рядом с Литературным музеем А. С. Пушкина.
В 1902—1903 годах на части Кафедральной площади был устроен сквер овальной формы, а площадь была обсажена деревьями. В восточной части сквера в сентябре 1903 года (по другим сведениям в сентябре 1904 года) был открыт памятник Екатерине Великой (скульптор Марк Антокольский) внушительных размеров: бронзовая фигура императрицы высотой 2,5 м, постамент из красного гранита высотой 4,3 м. Памятник был эвакуирован во время Первой мировой войны в 1915 году вглубь России.
В 1938 году была проведена реставрация площади и обустроены прилегающие территории. Для эффектного выделения величественной архитектуры собора были вырублены деревья, с поверхности площади снят слой земли глубиной в 3 м, при этом проведены контрольные археологические исследования. К 1940 году площадь приобрела вид, сохранявшийся до конца XX века, — мощёная бетонными плитами, лежащая ниже уровня собора приблизительно на метр, с трёх сторон опоясанная возвышениями в три—пять ступени.

## Описание
Западную сторону площади замыкают улица Швянтарагё, за которой лежит сквер Одминю, и улица Врублевскё; отсюда начинается проспект Гедимина в западном направлении.
Вдоль южной стороны площади лежит короткая улица Швянтарагё (Šventaragio g., до войны ulica Marji Magdaleny, в советское время Ю. Янонё, J. Janonio g.) со зданиями католической Курии Вильнюсской архиепископии и Министерства внутренних дел Литвы. Её продолжение — улица Барборос Радвилайтес, напротив которой лежит сквер. От пересечения улиц Швянтарагё и Барборос Радвилайтес у юго-восточного угла площади начинается улица Пилес. На месте, где располагались Замковые ворота, в 2006 году проводились археологические раскопки. Предполагается обнаруженные остатки Нижнего замка и жилых строений законсервировать и оставить доступными для обозрения. К этому месту выходит угол парка, замыкающего правую восточную сторону площади.
В северо-восточном углу площади с 2002 года велось восстановление Дворца правителей (фактически постройка заново комплекса зданий, воспроизводящего окончательно разрушенные к 1801 году). 6 июля 2009 года при участии руководителей 15 государств состоялось символическое открытие восстановленного, но окончательно ещё не обустроенного Дворца великих князей литовских. 6 июля 2013 года для посетителей открылись два из четырёх корпусов Национального музея Дворца великих князей литовских.
В нескольких метрах от Кафедрального собора возвышается башня колокольни высотой 57 м. В её основании лежит круглая угловая башня древнего крепостного комплекса Нижнего замка. Высказывалось также мнение, что основание колокольни в древности было языческим святилищем или его частью, а с площадки на её верху жрецы провозглашали волю богов. Нижняя часть колокольни относится к XIII веку. Верхние ярусы были надстроены в XVIII веке, а классицистское завершение колокольни — при реконструкции собора вXIX века.
Неподалёку от колокольни в поверхность площади вмурована плита с круговой надписью stebuklas (на литовском языке «чудо»). Существует мнение, что оно знаменует место, в котором в 1989 году началась живая цепь «Балтийского пути», протянувшаяся на 650 км от Вильнюса до Таллина. Считается, что для исполнения желаний нужно три раза повернуться, стоя на плите.. Плита был уложена в 1999 году (автор идеи Гитянис Умбрасас; реконструирована в июне 2003 года).
Другое примечательное сооружение на площади — открытый в 1996 году памятник основателю Вильнюса великому князю литовскому Гедимину (скульптор Витаутас Кашуба). Бронза, использованная для памятника, была конфискована таможенниками на границе и передана ими городу. Мраморный постамент — дар правительства Украины.
На площади проходят ярмарки, различного рода празднества и официальные церемонии. Здесь устанавливается рождественская ёлка и проходят массовые гуляния при встрече Нового года.